# Canottaggio ai Giochi della III Olimpiade - Otto
La competizione dell'Otto dei Giochi della III Olimpiade si è svolta al Creve Coeur Lake (Maryland Heights) il giorno 30 luglio 1904.

## Risultati
| Pos.    | Atleta | Nazione     | Tempo         |
| ------- | --- | ----------- | ------------- |
| Oro     | Vesper Boat Club John Exley Mike Gleason Frank Schell Jim Flanigan Charles Armstrong Hunter Lott Joe Dempsey Fred Cresser Louis Abell            | Stati Uniti | 7'50"0        |
| Argento | Toronto Argonauts Thomas Loudon Alan Bailey Colonel Rice Pat Reiffenstein Phil Boyd George Strange William Wadsworth Donald MacKenzie Joe Wright | Canada      | a 3 lunghezze |